# 1. Klasse Bremen 1943/44
Die 1. Klasse Bremen 1942/43 war die zehnte Spielzeit der nun 1. Klasse genannten Fußball-Bezirksklasse Bremen. Sie diente als eine von drei zweitklassigen Spielklassen als Unterbau der Gauliga Weser-Ems.
Die 1. Klasse Bremen wurde in dieser Spielzeit erneut in einer Gruppe mit zehn Vereinen im Rundenturnier mit Hin-und-Rückspiel ausgetragen. Meister wurde der Aufsteiger Hastedter MTV, der dadurch zur kommenden Spielzeit in die erstklassige Gauliga aufstieg.

## Teilnehmende Mannschaften
Auf Grund der mangelnden Quellenlage in dieser Spielzeit sind nur die Teilnehmer überliefert.
- Hastedter MTV (N)
- VfL 07 Bremen (N)
- TSV Walle
- BBV Union Bremen
- Roland Delmenhorst (N)
- WKG AG Weser (N)
- TuS Arsten
- VfL Hemelingen
- TV Woltmershausen
- SpVgg Vegesack (N)